# Gyegyesény
Gyegyesény (Ghighișeni), település Romániában, a Partiumban, Bihar megyében.

## Fekvése
Belényestől délkeletre, a Fekete-Körös bal partja mellett, Kakucsány és Határ közt fekvő település.

## Története
Gyegyesény nevét 1588-ban említette először oklevél Gegessen néven. Földesura a nagyváradi 1. sz. püspökség volt, melynek még a 20. század elején is volt itt nagyobb birtoka. 
1851-ben Fényes Elek írta a településről:
Gyigyisény-Vojény, Bihar vármegyében, a váradi deák püspök vaskohi uradalmában: 454 óhitő lakossal, anyatemplommal
1910-ben 1514 lakosából 73 magyar, 1356 román, 80 ruszin volt. Ebből 168 görögkatolikus, 1271 görögkeleti ortodox, 33 izraelita volt. A trianoni békeszerződés előtt Bihar vármegye Vaskohi járásához tartozott. Az 1900-as évek elején Borovszky említette a határában található meleg vízü és gyógyító hatásu forrását is.

## Hivatkozások

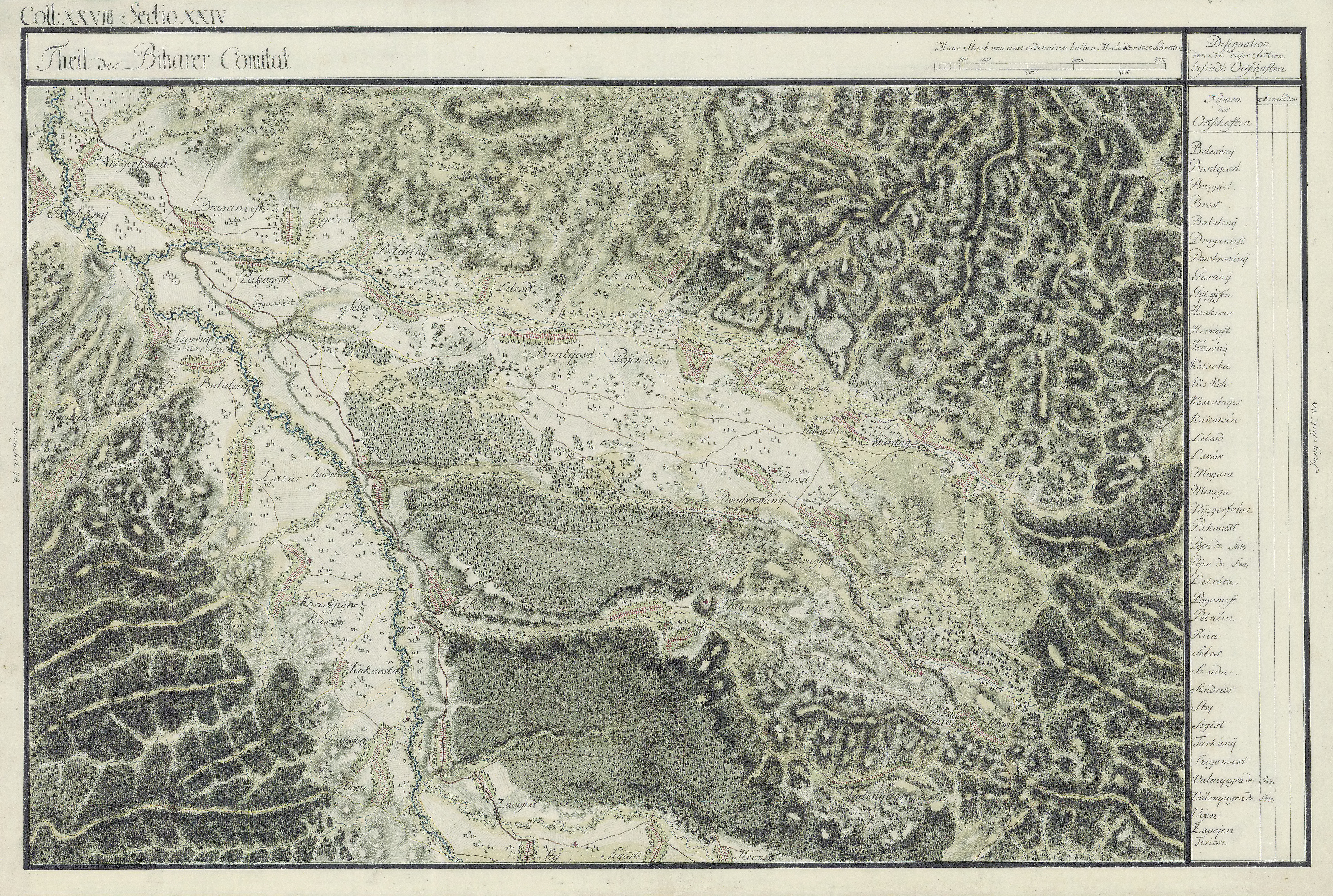
Gegesény egy régi térképen

## Galéria

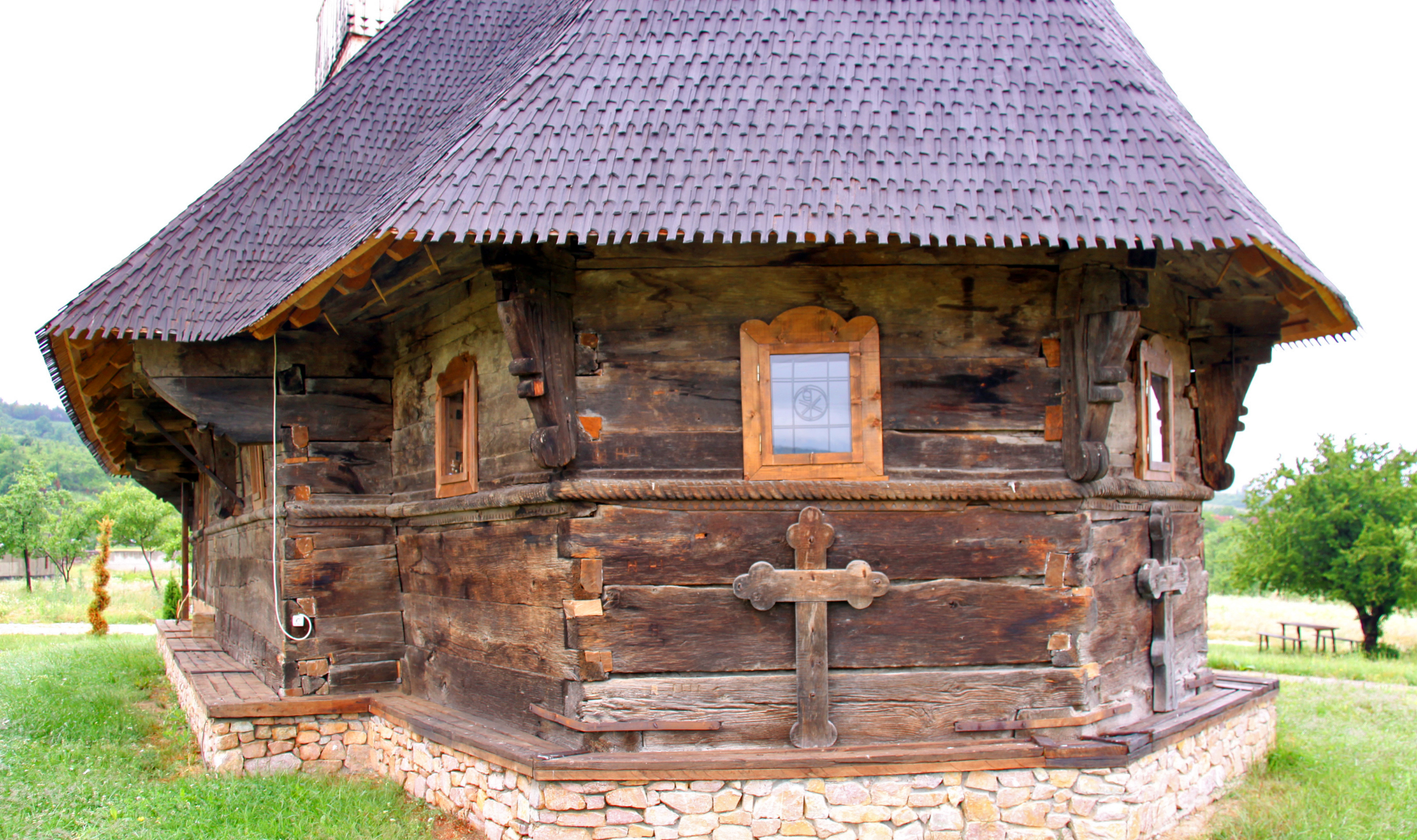
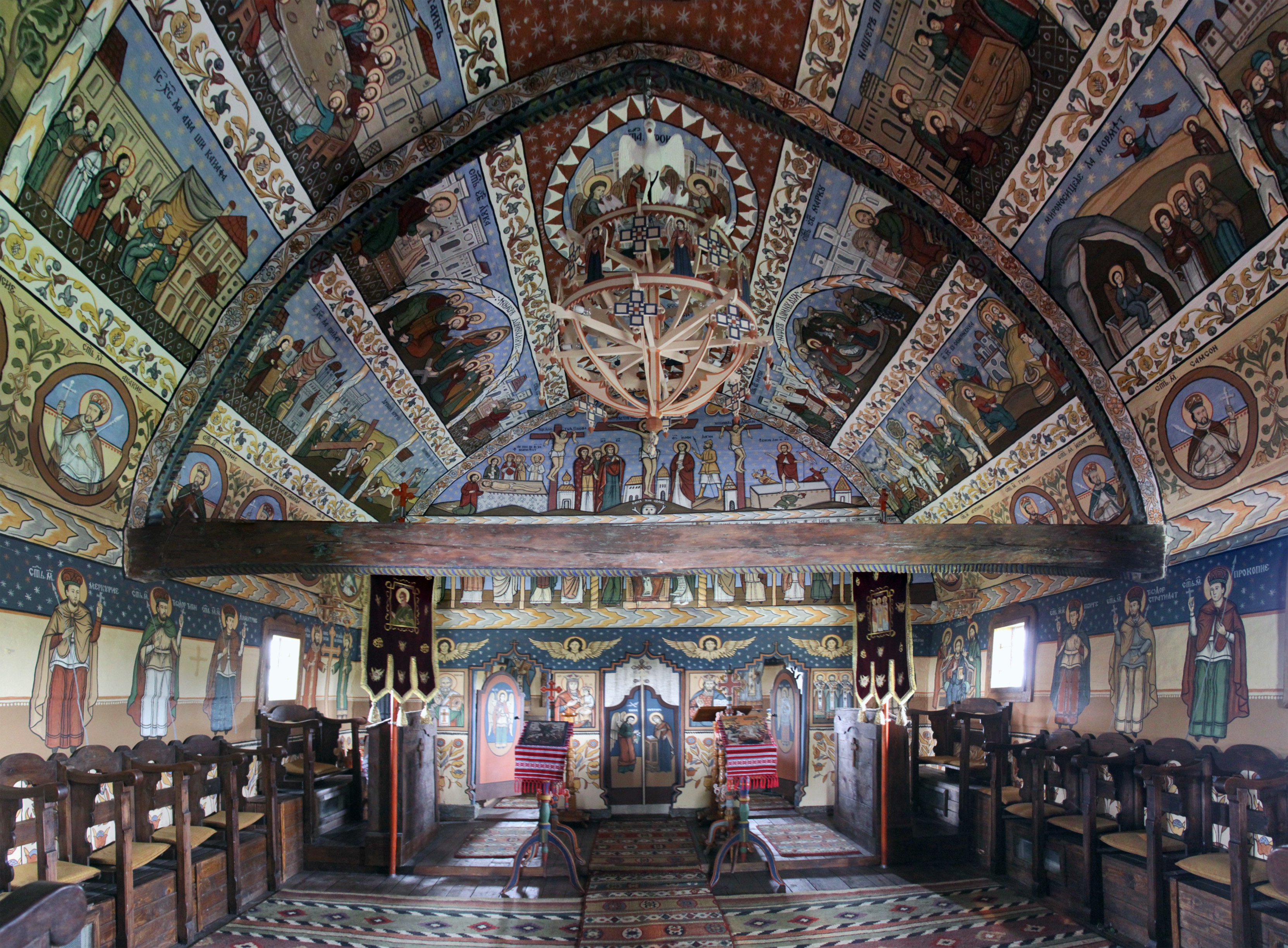
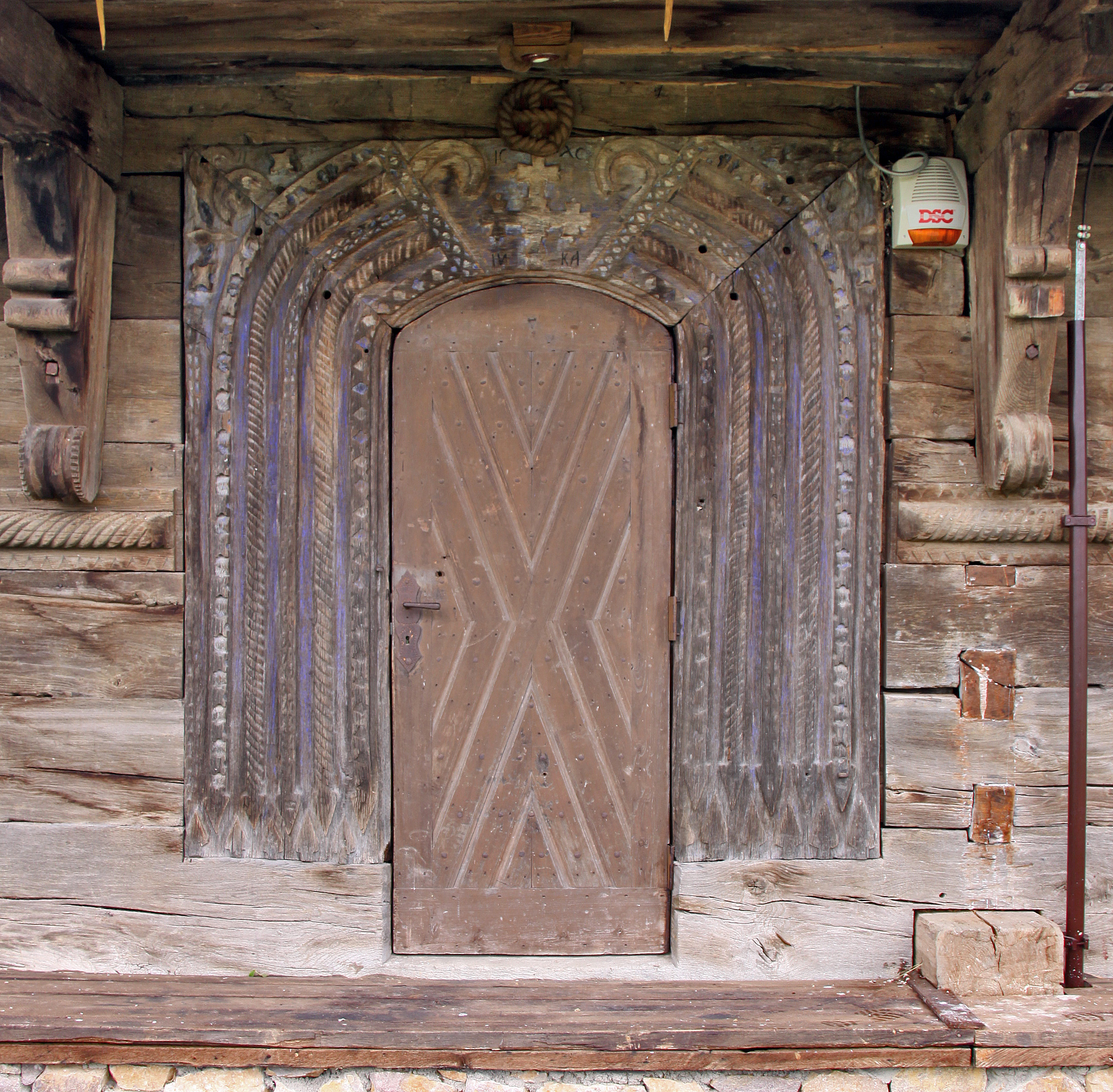
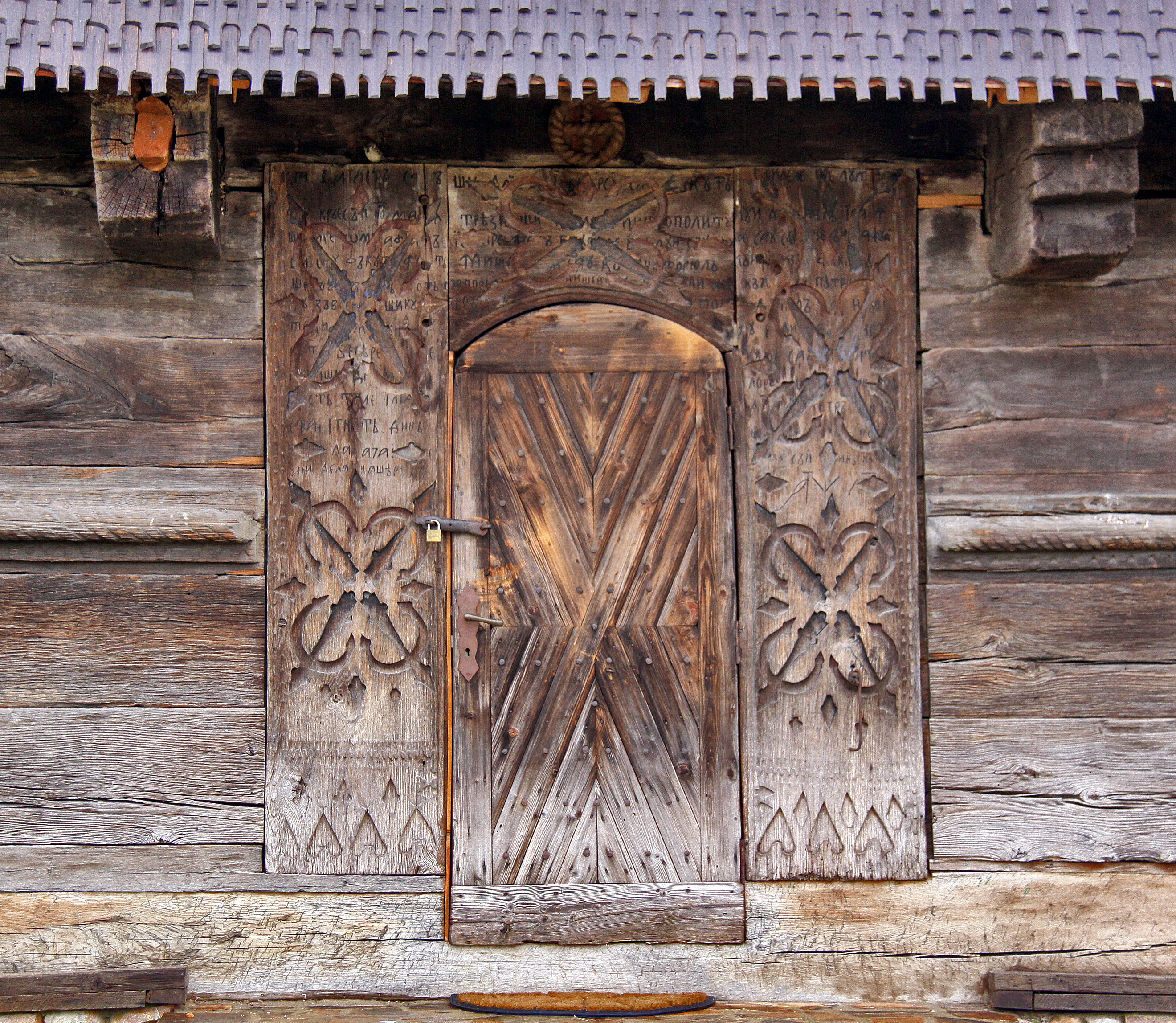

## Nevezetességek
- Görög keleti ortodox temploma.